# Geraldinho
Geraldinho é um personagem de histórias em quadrinhos criado pelo cartunista brasileiro Glauco.
O personagem trata-se de um versão infantil do famoso personagem Geraldão (ambos publicados no jornal Folha de S.Paulo).
Geraldinho é um garoto maluco por refrigerante, televisão e sorvete que vive com seus amigos inseparáveis – o cachorro Cachorrão e o gato Tufinho.
Geraldinho ganhou jogo para Master System, tratava-se de uma adaptação do jogo japonês Teddy Boy.